# Zalissea, Narodîci
Zalissea (în ucraineană Залісся) este localitatea de reședință a comunei Zalissea din raionul Narodîci, regiunea Jîtomîr, Ucraina.

## Demografie
Componența lingvistică a localității Zalissea
     Ucraineană (96,12%)
     Română (1,84%)
     Rusă (1,63%)
     Alte limbi (0,41%)
Conform recensământului din 2001, majoritatea populației localității Zalissea era vorbitoare de ucraineană (96,12%), existând în minoritate și vorbitori de română (1,84%) și rusă (1,63%).